# Rio Galbenu (Lotrişorul)
O Rio Galbenu é um rio da Romênia, afluente do Lotrişorul, localizado no distrito de Vâlcea.